# Ромбо, Эжид
Эжид Ромбо (фр. Égide Rombaux; 19 января 1865, Схарбек — 11 сентября 1942, Уккел) — бельгийский скульптор.
Учился скульптуре у своего отца Феликса Ромбо, затем в мастерской Альбера Дезанфана и наконец в Брюссельской академии изящных искусств у Шарля ван дер Стаппена. В 1887 г. получил премию Годшарля, благодаря чему в течение года работал во Флоренции. Затем в 1891 г. выиграл бельгийскую Римскую премию, позволившую ему на протяжении года работать в Риме.
С 1895 г. жил и работал в Бельгии, преподавал в Брюсселе и Антверпене. Экспериментировал с малыми формами в символистском ключе, наиболее известная композиция — «Дочери Сатаны» (фр. Filles de Satan; 1900—1903, мрамор, ныне в коллекции Королевских музеев изящных искусств). Одновременно работал как монументалист по заказам города и государства. Автор памятников Габриэли Пети (1923) и Дезире-Жозефу Мерсье (1942) в Брюсселе, Анри Вьётану (1898) в Вервье.